# Sivaš
Sivaš (rusko in ukrajinsko Сиваш; krimskotatarsko Sıvaş, cirilica: Сываш, 'umazanija'), znan tudi kot Gnilo morje (rusko Гнилое Море, Gniloje More; ukrajinsko Гниле Море, Gnyle More; krimskotatarsko Çürük Deñiz, cirilica: Чюрюк Денъиз), je velik sestav plitvih lagun na zahodni obali Azovskega morja. Voda Sivaša, ki jo od morja ločuje ozka Arabatska kosa, pokriva površino približno 2560 km2, celotno območje pa se razprostira na približno 10.000 km2. Z Azovskim morjem jo na vzhodu povezuje Geničeska ožina. Sivaš meji na severovzhodni obali s polotokom Krim. Centralni in vzhodni Sivaš je bil registriran kot mokrišče Ukrajine na podlagi Ramsarske konvencije; po letu 2014, po ruski aneksiji Krima, je postala predmet teritorialnega spora.

## Opis
Sivaš skoraj popolnoma ločuje Krimski polotok od kopnega, s čimer služi kot naravna meja avtonomne republike. Po vzhodnem delu teče dolga (110 km) in ozka (0,27–8 km) Arabatska kosa in ga ločuje od Azovskega morja. Vodni telesi sta na severu povezani z Geničesko ožino ob pristanišču Geničesk. Na zahodu ga Perekopska zemeljska ožina ločuje od Črnega morja in Krim povezuje z Ukrajino.
Sivaš je izjemno plitev. Najgloblje mesto je približno 3 metre, večina območja pa je globoko med 1 in 1,5 metra. Dno je prekrito z do 5 m debelim muljem. Zaradi plitvosti se voda v Sivašu zelo hitro segreva. Široka površina za izhlapevanje pušča vodo tudi izjemno slano. Vsebnost različnih soli je ocenjena na 200 milijonov ton. Mineralne vire Sivaša izkorišča več industrijskih obratov. Območje je mokrišče mednarodnega pomena. Obale so nizke, rahlo nagnjene, močvirnate in slane. Poleti se vodostaj Sivaša občutno zniža, kar razkrije neplodna slana tla (solonec). Solonec (ukrajinsko Солонець, rusko Солонец) je referenčna skupina tal Svetovne referenčne baze za vire tal (WRB). V zgornjih 100 cm profila tal ima tako imenovani 'natrijski horizont'. Ime izhaja iz ruske soль, sol.
Sivaš včasih delijo na zahodni Sivaš in vzhodni Sivaš. Med seboj sta povezana preko preliva Čongar.

## Zgodovina
Med rusko državljansko vojno je Sivaš postal znan po presenetljivem prečkanju Rdeče armade med operacijo Perekop-Čongar.

## Rastlinstvo
Sivaš lahko postane rdeče barve zaradi mikroalge Dunaliella salina, ki uspeva v slani vodi.
V vzhodnih delih Sivaša je manj soli in je dom trstičja in druge močvirne vegetacije.
Veliki otoki v osrednjem Sivašu so v glavnem poraščeni s stepskim rastjem, sestavljenim iz trave bodalice (Stipa), tulipanov (Tulipa suaveolens), pelina (Artemisia taurica), kadulje (Salvia), pirnice (Agropyron cristatum), bilnice (Festuca).
Obala Sivaša vsebuje veliko slanoljubnih rastlin, vključno z osočnikom (Salicornia), nebinovko Tripolium, trpotcem, mrežico (Limonium caspium) in lobodo (Atriplex aucheri).

## Galerija
- Krim
- Soline (ok. 1820)
- Sovjetski vojaki prečkajo Sivaš v drugi svetovni vojni.
- Prikaz zelo nizkega vodostaja
- Sivaš v rdečkasti barvi zaradi alge Dunaliella salina